# كليمان هوارت
كليمان هُوارْتْ (بالفرنسية: Clément Huart)‏ (1270 - 1345 هـ / 1854 - 1927 م) هو مستشرق فرنسي.
كان عضواً في المجمع العلمي العربي، و المجمع العلمي الفرنسي، و الجمعية الآسيوية. كان يحسن من اللغات العربية والتركية والفارسية.

## آثاره
له عدة كتب بالفرنسية ، كما عمل على نشر مقامات ابن ناقيا و ديوان سلامة بن جندل و «البدء والتاريخ» لابن المطهر، مع ترجمته إلى الفرنسية. كما كتب مصنف في تاريخ بغداد الحديث.